# 断崖式
断崖式（だんがいしき）は、プロレス技においてエプロン部もしくは花道から場外に落下しながら仕掛ける技の総称である。「〜ブレーンバスター」、「〜パワーボム」というように活用される。
断崖式と同じ意味で「フリーフォール式」、「奈落式」という言葉もある。
この項では断崖式の技を一括して扱う。

## 概要
田上明が最初に繰り出した断崖式チョークスラムが始まりとされる。雪崩式の高さに加えて相手を叩きつける場所が固い場外のため、破壊力は壮絶な物となる。喰らった選手が吐血するほどのダメージを与えることがあり、相手が名手であっても垂直落下にしないなどの自主規制を行う。
喰らった選手のダメージも壮絶なのだが仕掛けた側にもダメージが大きい。田上のノド輪のように自分がきちんとした姿勢で着地できる技ならまだしもブレーンバスターのような背中で着地する技では自分の体を痛める場合がある。2004年7月10日のプロレスリング・ノア東京ドーム大会で小橋建太が秋山準に対して断崖式ブレーンバスターを繰り出したのだが仕掛けた方の小橋が吐血している。あまりにもダメージが大きすぎるため、相手は何とかして回避しようとする。かける選手とのエプロンや花道でのせめぎ合いも魅力となっている。

## 主な犠牲者
この項では「断崖式」の接頭語を省略する。
受身の技術に卓越したものが要求されるため、誰もが、この類の技を受けられるわけではない。小橋建太は三沢光晴のタイガー・ドライバー、タイガー・スープレックス（花道から）、田上明の喉輪落とし、俺が田上、秋山準のエクスプロイダー、佐々木健介のノーザンライト・ボムを受けており、最大の犠牲者といえるがタイガー・ドライバーを受けた三沢戦以外に試合は小橋が勝利している。
ほかには小島聡が三沢のタイガー・ドライバー、ザ・グレート・サスケがドス・カラスのパワーボム、愚乱・浪花のフランケンシュタイナー（トップロープから）を受けている。小川良成はマイケル・モデストのリアリティ・チェックを受けて失神KO、杉浦貴も同じ技を受け吐血している。

## 主なバリエーション
- ブレーンバスター
- パワーボム
- 喉輪落とし
- DDT
- タイガー・ドライバー
- ファルコンアロー
- エクスプロイダー
- ギロチン・ドロップ
- 不知火
- 不知火・改
- 中年'sリフト